# Чжу Чанфан
Чжу Чанфа́н (Лу-ван) (кит. 朱常淓; 1608 — 23 мая 1646) — великий князь Лу (Лу-ван, 1618—1645), второй китайский император династии Южная Мин (1645), третий сын Луцзяньского князя Чжу Илю (1568—1614) и внук китайского императора Чжу Цзайхоу (Лунцина).

## Биография
В 1618 году 10-летний Чжу Чанфан был объявлен великим князем Лу (Лу-ваном) в уделе Вэйхуэй (провинция Хэнань).
В 1645 году после пленения маньчжурами Чжу Юсуна (Фу-вана) великий князь Лу Чжу Чанфан был объявлен императором в Ханчжоу. Однако маньчжурская армия разгромила войско Чжу Чанфана. Ханчжоу был осажден и капитулировал. Сам Лу-ван со своей свитой на коленях встречал завоевателей. Чжу Чанфан был взят в плен и увезен в Пекин, где его умертвили голодом в мае 1646 года.